# غليبيزيد
غليبيزيد يُباع تحت الاسم التجاري غُلوكوترول وغيرها، هو دواء مضاد للسكري من فئة السلفونيل يوريا يستخدم لعلاج مرض السكري النوع الثاني. يستخدم مع نظام غذائي لمرضى السكري. لا يُشار إلى استخدامه في مرض السكري النوع الأول. يؤخذ هذا الدواء عن طريق الفم. تبدأ الآثار عادةً في غضون نصف ساعة ويمكن أن تستمر لمدة تصل إلى يوم واحد.
وتشمل الآثار الجانبية الشائعة الغثيان والإسهال وانخفاض نسبة السكر في الدم والصداع. وتتضمن الآثار الجانبية الأخرى النعاس، والطفح الجلدي، والرعاش. قد تحتاج إلى تعديل الجرعة لدى المصابين بأمراض الكبد أو الكلي. لا يُنصح باستخدامه أثناء الحمل أو الرضاعة الطبيعية. يعمل عن طريق تحفيز البنكرياس على إفراز الأنسولين وزيادة حساسية الأنسجة للأنسولين.
تمت الموافقة على غليبيزيد للاستخدام الطبي في الولايات المتحدة في عام 1984. وهو متاح كدواء عام. في الولايات المتحدة، تكون تكلفة الجملة لكل جرعة أقل من 0.05 دولار أمريكي اعتبارًا من عام 2018. في المملكة المتحدة يكلف هيئة الخدمات الصحية الوطنية أقل من 0.05 جنيه استرليني للجرعة الواحدة اعتبارًا من عام 2018. في عام 2017، كان الدواء رقم 45 الأكثر شيوعًا في الولايات المتحدة، مع أكثر من 16 مليون وصفة طبية.

## آليات العمل
يقوم غليبيزيد بتحسيس خلايا بيتا في منطقة الجزر البنكرياسية من استجابة الأنسولين،

## التاريخ
حصل دواء على براءة اختراع في عام 1969 وتمت الموافقة عليه للاستخدام الطبي في عام 1971. تمت الموافقة على غليبيزيد للاستخدام الطبي في الولايات المتحدة عام 1984.

## وصلات خارجية
- "غليبيزيد". بوابة معلومات الدواء. مكتبة الطب الوطنية الأمريكية. مؤرشف من الأصل في 2020-06-25.